# Planos de Villena

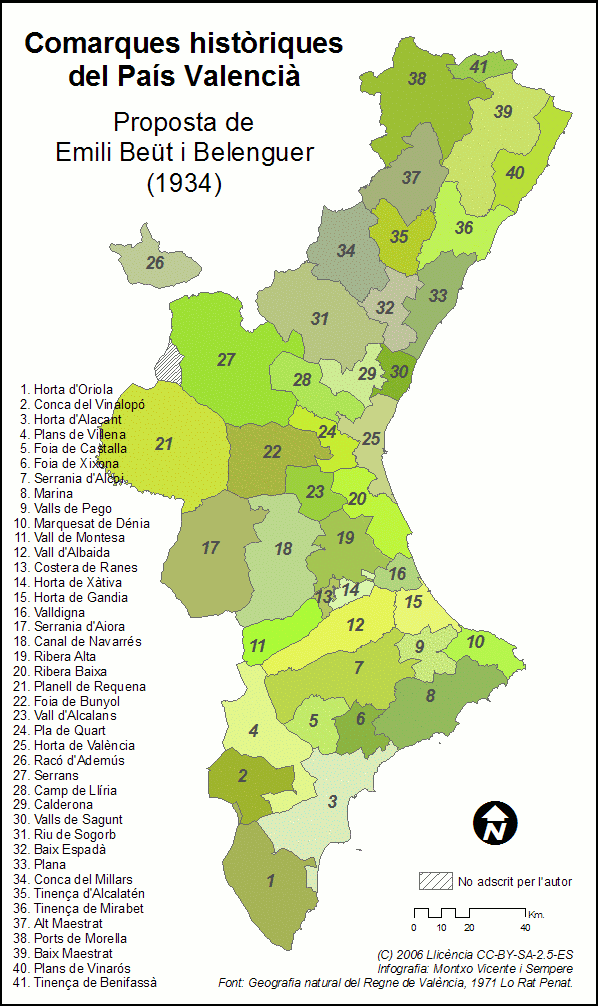
Comarcas geográficamente "naturales", según Emili Beüt i Belenguer, propuesto en 1934.

Los Planos de Villena fue una histórica comarca de la Comunidad Valenciana que actualmente se encuentra dividida entre las comarcas del Alto Vinalopó y el Vinalopó Medio. Formaban parte de la misma los municipios actuales de Caudete (actualmente en Castilla-La Mancha), Aspe, Elda, Monforte del Cid y Petrel (en el Vinalopó Medio), Salinas, Sax y Villena (en el Alto Vinalopó). Aparece en el mapa de comarcas de Emili Beüt "Comarques naturals del Regne de València" publicado en el año 1934.